# Habromalina
Habromalina is een geslacht van vliesvleugeligen uit de familie Pteromalidae. De wetenschappelijke naam van dit geslacht is voor het eerst geldig gepubliceerd in 1977 door Dzhanokmen.

## Soorten
Het geslacht Habromalina is monotypisch en omvat slechts de volgende soort:
- Habromalina liparobia Dzhanokmen, 1977